# Zesde chakralaag

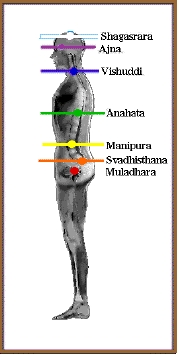
De zeven chakra's en hun plaats in het lichaam.

De zesde chakralaag is de natuurlijke verbinding tussen de zesde auralaag (intuïtief lichaam) en het zesde chakra (Ajna of 3e oog). Het lichaam heeft in totaal zeven auralagen die allemaal verbonden zijn met een van de zeven chakra's, het lichaam heeft dus zeven van deze verbindingen en dus ook zeven chakralagen.
Het zesde chakra heeft een natuurlijke verbinding met de zesde aura. De overige zes auralagen zijn ook verbonden met het zesde chakra, maar hier treedt geen natuurlijke verbondenheid in op, het levert echter wel een onderverdeling op:
- Chakralaag 6.1: 6e chakra, 1e auralaag; de verbinding tussen het zesde chakra en het fysieke lichaam.
- Chakralaag 6.2: 6e chakra, 2e auralaag; de verbinding tussen het zesde chakra en het emotionele lichaam.
- Chakralaag 6.3: 6e chakra, 3e auralaag; de verbinding tussen het zesde chakra en het ego-lichaam.
- Chakralaag 6.4: 6e chakra, 4e auralaag; de verbinding tussen het zesde chakra en het liefdeslichaam.

De vijfde, zesde en zevende auralaag zijn te diffuus om te meten of, binnen een alternatieve geneeswijze, er iets mee te doen. Deze worden daarom ook niet meegeteld in de chakralagen.